# NCIS (14.ª temporada)
A décima quarta temporada de NCIS começou em 20 de setembro de 2016 e terminou em 16 de maio de 2017.

## Elenco
|  | Principal |  | Recorrente |

| Personagem             | Ator/atriz        | Cargo                                                    | Cargo |
| ---------------------- | ----------------- | -------------------------------------------------------- | ----- |
| Leroy Jethro Gibbs     | Mark Harmon       | Agente Especial Supervisor                               |       |
| Timothy McGee          | Sean Murray       | Agente Especial Sênior                                   |       |
| Eleanor "Ellie" Bishop | Emily Wickersham  | Agente Especial                                          |       |
| Abby Sciuto            | Pauley Perrette   | Especialista Forense                                     |       |
| Leon Vance             | Rocky Carroll     | Diretor do NCIS                                          |       |
| Donald "Ducky" Mallard | David McCallum    | Médico Legista Chefe                                     |       |
| Jimmy Palmer           | Brian Dietzen     | Médico Legista Assistente                                |       |
| Nicholas "Nick" Torres | Wilmer Valderrama | Agente Especial                                          |       |
| Alexandra "Alex" Quinn | Jennifer Esposito | Agente Especial                                          |       |
| Clayton Reeves         | Duane Henry       | Agente do Serviço Secreto Britânico (MI-6)               |       |
| Delilah Fielding-McGee | Margo Harshman    | Analista do Departamento de Defesa e esposa de Tim McGee |       |
| Dra. Grace Confalone   | Laura San Giacomo | Psicóloga de Gibbs                                       |       |
| Qasim Naasir           | Rafi Silver       | Tradutor do NCIS e namorado de Ellie Bishop              |       |

## Episódios
A décima quarta temporada de NCIS foi composta principalmente por episódios isolados. O principal foco foi a atuação dos novos agentes Torres e Quinn, e seu esforço para integrarem-se à equipe. O único arco dramático da temporada foi referente ao caso Willoughby, em que ocorreu a morte do tradutor Qasim Naasir, namorado da Agente Eleanor Bishop.
Um dos principais eventos da temporada foi o casamento do Agente Timothy McGee com sua namorada, Delilah Fielding.
A 14ª temporada foi marcada logo em seu início pelo falecimento do showrunner Gary Glasberg e posterior designação de Frank Cardea e George Schenk como novos diretores executivos de NCIS.
| Seq. | Episódios | Título                    | Direção             | Escrito por                                     | Data de exibição        | Audiência EUA (em milhões) |
| --- | --------- | ------------------------- | ------------------- | ----------------------------------------------- | ----------------------- | -------------------------- |
| 307 | 1         | "Rogue"                   | Tony Wharmby        | Gary Glasberg & Jennifer Corbett                | 20 de setembro de 2016  | 15.99                      |
| Após a explosão de um carro matar um oficial da Marinha, a equipe descobre que o verdadeiro alvo era sua esposa, cujo irmão é um agente do NCIS atuando sob disfarce na Argentina para investigar um magnata corrupto. Enquanto isso, a Agente Especial Quinn acompanha a equipe para descobrir que tipo de agente Gibbs está procurando para substituir DiNozzo. Participação Especial: Patrick Labyorteaux como Capitão da JAG Bud Roberts Jr. Primeiras aparições de: Nicholas "Nick" Torres e Alessandra "Alex" Quinn |           |                           |                     |                                                 |                         |                            |
| 308 | 2         | "Being Bad"               | James Whitmore, Jr. | Steven D. Binder                                | 27 de setembro de 2016  | 15.52                      |
| Ao investigar uma morte em uma reunião de veteranos em Quantico, a equipe descobre uma ameaça de bomba. Torres e Quinn procuram ajustar-se à equipe, incluindo um novo arranjo nas mesas da sala do esquadrão. |           |                           |                     |                                                 |                         |                            |
| 309 | 3         | "Privileged Information"  | Edward Ornelas      | George Schenck & Frank Cardea                   | 4 de outubro de 2016    | 14.44                      |
| Uma Sargento da marinha morre ao cair de um edifício, um aparente acidente, mas Grace diz a Gibbs para investigar o caso como homicídio. Torres procura um lugar para morar. Personagens recorrentes: Laura San Giacomo como Dra. Grace Confalone e Joe Spano como Agente do FBI Tobias Fornell |           |                           |                     |                                                 |                         |                            |
| 310 | 4         | "Love Boat"               | Terrence O'Hara     | Christopher J. Waild                            | 11 de outubro de 2016   | 14.77                      |
| O corpo de uma oficial da Marinha é encontrado a bordo de um destróier durante um cruzeiro tiger voltado para civis. Enquanto Gibbs, Quinn e Palmer vão a bordo para investigar, McGee planeja o pedido de casamento perfeito para Delilah. Personagem recorrente: Margo Harshman como Delilah Fielding |           |                           |                     |                                                 |                         |                            |
| 311 | 5         | "Philly"                  | Allan Arkush        | Scott Williams                                  | 18 de setembro de 2016  | 14.76                      |
| Quando um oficial do MI6 desaparecido é ligado a um sub-oficial assassinado, Gibbs envia Quinn e Bishop para Filadélfia para trabalhar com Clayton Reeves. O caso traz a Quinn recordações dolorosas do motivo que a levou a deixar o trabalho de campo. OBS: o antigo astro da NFL Tony Gonzalez tem uma participação especial no episódio como o agente do NCIS Tony Francis. |           |                           |                     |                                                 |                         |                            |
| 312 | 6         | "Shell Game"              | Thomas J. Wright    | Brendan Fehily                                  | 25 de setembro de 2016  | 14.08                      |
| Após uma sub-oficial sequestrada escapar de seu cativeiro, o NCIS descobre uma conexão com seu marido desaparecido. Abby prepara presentes personalizados para seus colegas, mas Torres parece relutante em aceitar o seu. |           |                           |                     |                                                 |                         |                            |
| 313 | 7         | "Home of the Brave"       | Alrick Riley        | Gina Lucita Monreal                             | 15 de novembro de 2016  | 14.73                      |
| Torres corajosamente quebra o protocolo ao descobrir que uma testemunha em um caso do NCIS é procurada pela Imigração e Alfândega dos EUA. Abby, Bishop e McGee bajulam DiNozzo Sr. na esperança de alugar o apartamento de Tony. Personagem recorrente: Robert Wagner como Anthony DiNozzo Sr. |           |                           |                     |                                                 |                         |                            |
| 314 | 8         | "Enemy Combatant"         | Tony Wharmby        | Jennifer Corbett                                | 22 de novembro de 2016  | 14.86                      |
| Bishop questiona seu trabalho anterior na NSA quando é enviada a Gitmo para coletar evidências num caso de homicídio de um capelão da Marinha. Enquanto isso, seus três irmãos aparecem para o feriado de Ação de Graças e tentam descobrir de seus colegas com quem ela está saindo. Personagem recorrente: Rafi Silver como Qasim Naasir |           |                           |                     |                                                 |                         |                            |
| 315 | 9         | "Pay to Play"             | Arvin Brown         | Cindi Hemingway                                 | 6 de dezembro de 2016   | 14.64                      |
| A equipe NCIS investiga uma série de ameaças contra a Congressista Jenna Fleming (Mary Stuart Masterson), enquanto o Diretor Vance supervisiona os detalhes da proteção temporária. |           |                           |                     |                                                 |                         |                            |
| 316 | 10        | "The Tie That Binds"      | Arvin Brown         | Steven D. Binder                                | 13 de dezembro de 2016  | 14.74                      |
| Após o NCIS ligar evidências do assassinato de um Capitão da Marinha à falecida mãe de Ducky, o legista reflete sobre uma decisão fundamental de sua vida tomada 37 anos antes. A equipe troca presentes de Natal e Emily toma providências estranhas para fazer seu pai voltar para casa. Personagens recorrentes: Joe Spano como Agente Senior do FBI Tobias Fornell e Juliette Angelo como Emily Fornell |           |                           |                     |                                                 |                         |                            |
| 317 | 11        | "Willoughby"              | Tony Wharmby        | Gina Lucita Monreal                             | 3 de janeiro de 2017    | 15.79                      |
| O NCIS busca novas pistas depois que uma operação secreta para capturar um magnata que usa atos de terrorismo para controlar o mercado de ações é comprometida, quase matando o agente infiltrado Clayton Reeves. Bishop e Qasim tem seu relacionamento interrompido de forma violenta. Personagem recorrente: Rafi Silver como Qasim Naasir |           |                           |                     |                                                 |                         |                            |
| 318 | 12        | "Off the Grid"            | Rocky Carroll       | George Schenck & Frank Cardea                   | 17 de janeiro de 2017   | 15.49                      |
| Quando Gibbs não aparece no trabalho, a equipe descobre que ele reassumiu um antigo disfarce em operação sigilosa para capturar um dos criminosos mais procurados pelo NCIS. |           |                           |                     |                                                 |                         |                            |
| 319 | 13        | "Keep Going"              | Terrence O'Hara     | Scott Williams                                  | 24 de janeiro de 2017   | 16.21                      |
| Quando o NCIS investiga um caso de atropelamento e fuga, Palmer arrisca sua vida para evitar que um jovem salte do parapeito de um prédio. |           |                           |                     |                                                 |                         |                            |
| 320 | 14        | "Nonstop"                 | Mark Horowitz       | Brendan Fehily                                  | 7 de fevereiro de 2017  | 15.57                      |
| O assassinato de uma sub-oficial em uma cidade vizinha leva o NCIS a trabalhar novamente com os Sherlocks, grupo de investigadores particulares que agora tem um novo membro. Personagem recorrente: Robert Wagner como Anthony DiNozzo Sr. |           |                           |                     |                                                 |                         |                            |
| 321 | 15        | "Pandora's Box (Part I)"  | Arvin Brown         | Christopher J. Waild                            | 14 de fevereiro de 2017 | 15.29                      |
| Abby é convocada a participar de um think tank da segurança interna para planejar um falso ataque terrorista, porém ela é descoberta em posse de uma bomba real. A equipe NCIS descobre que o líder do grupo foi assassinado e um manual antiterrorismo foi roubado. Observação: o episódio inicia um crossover com NCIS: New Orleans. Personagens recorrentes: Scott Bakula como Agente do NCIS Dwayne "King" Pride e Lucas Black como Agente do NCIS Christopher LaSalle                                                |           |                           |                     |                                                 |                         |                            |
| 322 | 16        | "A Many Splendored Thing" | Michael Zinberg     | Steven D. Binder & David J. North               | 14 de fevereiro de 2017 | 15.57                      |
| Bishop está mais determinada do que nunca em buscar vingança pelo assassinato de seu namorado Qasim, após Gibbs e a equipe encontrarem uma nova pista no caso Chen. Enquanto isso, Torres ensina aos agentes a arte de bater carteiras. Personagem recorrente: Rafi Silver como Qasim Naasir |           |                           |                     |                                                 |                         |                            |
| 323 | 17        | "What Lies Above"         | Leslie Libman       | Scott Williams                                  | 7 de março de 2017      | 14.17                      |
| McGee descobre que seu apartamento foi invadido por bandidos à procura de um item valioso escondido pelo antigo proprietário. A congressista Fleming tenta convencer o Diretor Vance a iniciar carreira na política. |           |                           |                     |                                                 |                         |                            |
| 324 | 18        | "M.I.A."                  | Thomas J. Wright    | Jennifer Corbett                                | 14 de março de 2017     | 14.16                      |
| Para realizar o último desejo de uma Oficial da Marinha, Gibbs e a equipe NCIS reinvestigam um caso de homicídio que antes era considerado como morte acidental. O caso faz Torres lembrar-se de um período trágico de seu passado. |           |                           |                     |                                                 |                         |                            |
| 325 | 19        | "The Wall"                | Bethany Rooney      | Gina Lucita Monreal                             | 28 de março de 2017     | 14.35                      |
| A morte misteriosa de um marinheiro durante o Honor Flight Network, um evento em que veteranos são trazidos gratuitamente para visitar os Memoriais da Segunda Guerra, da Coreia e do Vietnam, obriga a equipe a lidar com um veterano irritado e amargo, Henry Rogers (Bruce McGill). McGee e Bishop tentam descobrir se Torres e Quinn tiveram um caso. |           |                           |                     |                                                 |                         |                            |
| 326 | 20        | "A Bowl of Cherries"      | Edward Ornelas      | Brendan Fehily                                  | 4 de abril de 2017      | 13.83                      |
| Quando o laptop de um vice-Almirante é infectado com um ramsonware, ele aciona McGee e o NCIS para localizar o hacker antes que este cumpra a ameaça de deletar seus arquivos profissionais e pessoais. Quinn afasta-se temporariamente do trabalho para prestar assistência a sua mãe, Marie (Mercedes Ruehl), que mostra os primeiros sintomas de Alzheimer. |           |                           |                     |                                                 |                         |                            |
| 327 | 21        | "One Book, Two Covers"    | Terrence O'Hara     | David J. North                                  | 18 de abril de 2017     | 13.32                      |
| A equipe se baseia em anotações e no conhecimento de Torres sobre uma gangue de motoqueiros de que ele participou durante um ano como infiltrado, quando a morte de um oficial é ligada a antigos membros da gangue. |           |                           |                     |                                                 |                         |                            |
| 328 | 22        | "Beastmaster"             | Bethany Rooney      | Christopher J. Waild                            | 2 de maio de 2017       | 12.88                      |
| O assassinato de um fuzileiro no Rock Creek Park leva a equipe a trabalhar com uma Park Ranger no caso, que leva a um esquema de venda ilegal de carne de animais selvagens da África. Enquanto isso, a equipe passa por dissabores quando é obrigada a enfrentar o "spray" de pimenta. |           |                           |                     |                                                 |                         |                            |
| 329 | 23        | "Something Blue"          | James Whitmore, Jr. | Jennifer Corbett & Scott Williams               | 9 de maio de 2017       | 13.39                      |
| O estresse da proximidade do casamento de McGee e Delilah cobra seu preço, e Delilah é levada para o hospital. Enquanto isso, a equipe deve viajar para alto mar quando um jovem e saudável suboficial em serviço num destróier morre durante o sono. Personagem recorrente: Margo Harshman como Delilah Fielding |           |                           |                     |                                                 |                         |                            |
| 330 | 24        | "Rendezvous"              | Tony Wharmby        | George Schenk & Frank Cardea & Steven D. Binder | 16 de maio de 2017      | 13.33                      |
| Quando partes do corpo de um SEAL desaparecido são encontradas no Paraguai, Gibbs, McGee e Torres viajam para encontrar seu colega e descobrir porque ele desobedeceu ordens para estar ali. O episódio se encerra em um cliffhanger. Esse episódio marca a saída da atriz Jennifer Esposito que interpretava a Agente Especial do NCIS Alessandra "Alex" Quinn, personagem introduzido na décima quarta temporada. |           |                           |                     |                                                 |                         |                            |